# Caudenborm (Moerbeke)
Caudenborm is een gehucht in de Belgische stad Lokeren, gelegen in de deelgemeente Moerbeke.

## Geschiedenis
Caudenborm is een nederzetting gelegen ongeveer drie kilometer ten oosten van het dorp Moerbeke en minder dan een kilometer ten westen van Klein-Sinaai, langs de oude heerweg tussen Brugge en Antwerpen. Later werd het gebied doorkruist door de Oostvaart, wat de ontwikkeling van het gehucht beïnvloedde.
In de Atlas der Buurtwegen werd Caudenborm aangeduid als Kaudenborm, en er zou in het verleden een molen hebben gestaan, bekend als de Kaudenbrom Molen.
Op 20 oktober 1873 werd ten noorden van het gehucht een spoorlijn geopend die Sint-Gillis-Waas met Zelzate verbond. Deze spoorlijn werd in 1970 buiten gebruik gesteld.

## Ligging
Caudenborm is gelegen in het Waasland, gelegen langs de oude Heirweg Brugge-Antwerpen. Het bevindt zich tussen de kernen Moerbeke en Klein-Sinaai, aan de oevers van de Moervaart.
Deelgemeenten: Daknam · Eksaarde · Lokeren · Moerbeke

Dorpen: Doorslaar · Heiende · Koewacht · Kruisstraat · Oudenbos

Gehuchten: Brandbezen · Bautschoot · Briel · Calaigne · Caudenborm · De Katte · Den Oever · Duivekeet · Eksaardedam · Everslaar · Fortuine · Ganzendries · Lammeken · Heydensveer · Hillare · Hul · Keerken · Keersmakers · Molenhoek · Molsbergen · Naastveld ·  Nieuwpoort · Oosteindeke · Pereboom · Rijssel · Rode Sluis · Scheepken · Staakte · Stenenbrug · Terwest · Turfakkers · Veldeken · Vogelzang · Vossel · Werkstede · Westhoek · Zeveneekskens · Zwarte Sluis

Wijken: Bergendries · Bokslaar · Bloemenwijk · De Kop · Flamigantenwijk · Ledehof · Heirbrug · Lokeren-Zuid · Puttenen · Rozen · Schrijverswijk · Spoele · Stationswijk · Vogelkwijk

Buurten: Kouter · Oude Brug · 't Zand

Belgische gemeenten · Arrondissement Sint-Niklaas · Oost-Vlaanderen · Vlaanderen